# Celluloid (Filmzeitschrift)
Das Filmmagazin Celluloid ist eine zweimonatlich erscheinende Zeitschrift, die über Kinofilme, Regisseure oder Schauspieler mit speziell europäischem und österreichischem Fokus berichtet.
Erstmals erschien celluloid im Juni 2000. Es wird seither vom Verein zur Förderung des österreichischen und des europäischen Films herausgegeben. Chefredakteur ist der Filmjournalist und Filmemacher Matthias Greuling, der das Magazin auch gegründet hat.
In Österreich vertreibt PGV Austria das Magazin.